# بني فراسن
بني فراسن قرية مغربية تقع قرب واد امليل بإقليم تازة، على بعد 27كلم من جهة الشمال. تسكنها قبائل التسول وتضم 28.014 ساكنا حسب إحصائيات 2004.والتسول قبائل امازغية متعربة  